# Ancylomenes tosaensis
Ancylomenes tosaensis es una especie de camarón de la familia Palaemonidae, orden Decapoda. Se alimenta de parásitos, tejidos muertos, almejas, algas y copépodos.

## Mutualismo
Puede compartir simbiosis con varias especies de anémonas como Condylactis gigantea y Stichodactyla haddoni, corales como Plerogyra sinuosa y Physogyra lichtensteini, etc.